# Kill Switch - La guerra dei mondi
Kill Switch - La guerra dei mondi (Kill Switch, noto anche come Redivider) è un film di fantascienza statunitense-olandese del 2017, diretto da Tim Smit al suo debutto alla regia e basato su una sceneggiatura di Charlie Kindinger e Omid Nooshin.

## Trama
In un futuro prossimo, il fisico ed ex pilota della NASA Will Porter viene reclutato da Alterplex, una compagnia energetica che ha costruito un'enorme torre che attinge a energia quantistica illimitata. Si scopre che sta trasformando in energia una Terra nell'universo speculare chiamata "The Echo" e che anche i suoi abitanti possiedono una torre energetica. Nel mondo di Echo si verificano strane anomalie gravitazionali e morti inspiegabili attribuite alla torre che assorbe energia da quel mondo. Sulla Terra si suppone che non ci sia vita lì, ma a causa di un malfunzionamento, il dispositivo ha creato una vera e propria Terra speculare piena di vita e ora entrambe le Terre rischiano la distruzione, a meno che non ne venga distrutta una entro meno di un giorno.
Porter è stato inviato su The Echo con un dispositivo cubico chiamato "Redivider", convinto che possa bilanciare il trasferimento di energia tra i due universi e sistemare le cose. Invece, scopre che il dispositivo è un "redivisore" che, se installato, distruggerà The Echo. Ciò costringerà Porter a decidere quale universo sacrificare per salvare l'altro. Gli eserciti di The Echo lo sanno e stanno cercando di arrestarlo o ucciderlo. Su Echo opera anche un gruppo di "ribelli anti-torre" che combatte attivamente le forze armate.

## Produzione
Nel febbraio 2016 c'è stato l'annuncio della scritturazione di Dan Stevens e Bérénice Marlohe. Aaron Ryder è il produttore del film per la sua FilmNation Entertainment.
Don Diablo ha composto la colonna sonora e si esibisce nella sigla del film, "Echoes".

## Pubblicazione
Nel febbraio 2017, la Saban Films ha acquisito i diritti di distribuzione del film. È stato distribuito nelle sale il 16 giugno 2017 e su piattaforme a pagamento da Lionsgate Home Entertainment il 22 agosto 2017.

## Accoglienza

### Incassi
Kill Switch ha incassato complessivamente 163.348 dollari in tutto il mondo. Le vendite delle sue uscite DVD/Blu-ray hanno incassato 140.269 dollari.

### Critica
Secondo l'aggregatore di recensioni Rotten Tomatoes, il film ha un indice di gradimento del 9% basato su 22 recensioni, con una valutazione media di 4,5/10. Su Metacritic, il film ha un punteggio medio ponderato di 31 su 100, basato su otto critiche, indicando "recensioni generalmente sfavorevoli".